# Club Ariel
El Club Ariel és un club de tennis de taula de Barcelona, fundat l'any 1936.
Creat per un grup d'exalumnes de l'Escola Balmes del barri de Gràcia amb el nom de Club Pink's, el febrer de 1939 adoptà el seu nom actual. S'afilià a la Federació Catalana de Tennis de Taula i ha estat present en totes les competicions oficials de tennis de taula de Catalunya. Durant la seva història, ha aconseguit dos Campionats d'Espanya (1952, 1968) i una Lliga espanyola (1968) en categoria masculina, on jugà durant disset temporades. En categoria femenina, el club es proclamà campió de Catalunya en tres ocasions (1953, 1954, 1956) i dues d'Espanya (1952, 1965). Entre d'altres membres, destaquen Jaume Capdevila, Juan Castillo, Mercè Solsona i Isabel Bas, que han sigut campions de Catalunya i d'Espanya en categoria individual i dobles.

## Palmarès
- 3 Campionats de Catalunya de tennis de taula per equips en categoria femenina: 1954, 1955, 1957
- 2 Campionats d'Espanya de tennis de taula per equips en categoria masculina: 1952, 1968
- 1 Lliga espanyola de tennis de taula masculina: 1968
- 2 Campionats d'Espanya de tennis de taula per equips en categoria femenina: 1952. 1965